# Pápai tizedjegyzék

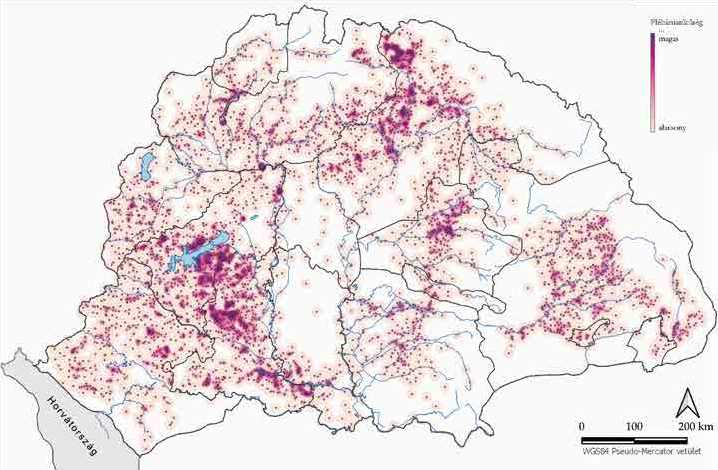
A Magyar Királyság plébániasűrűsége 1330 körül

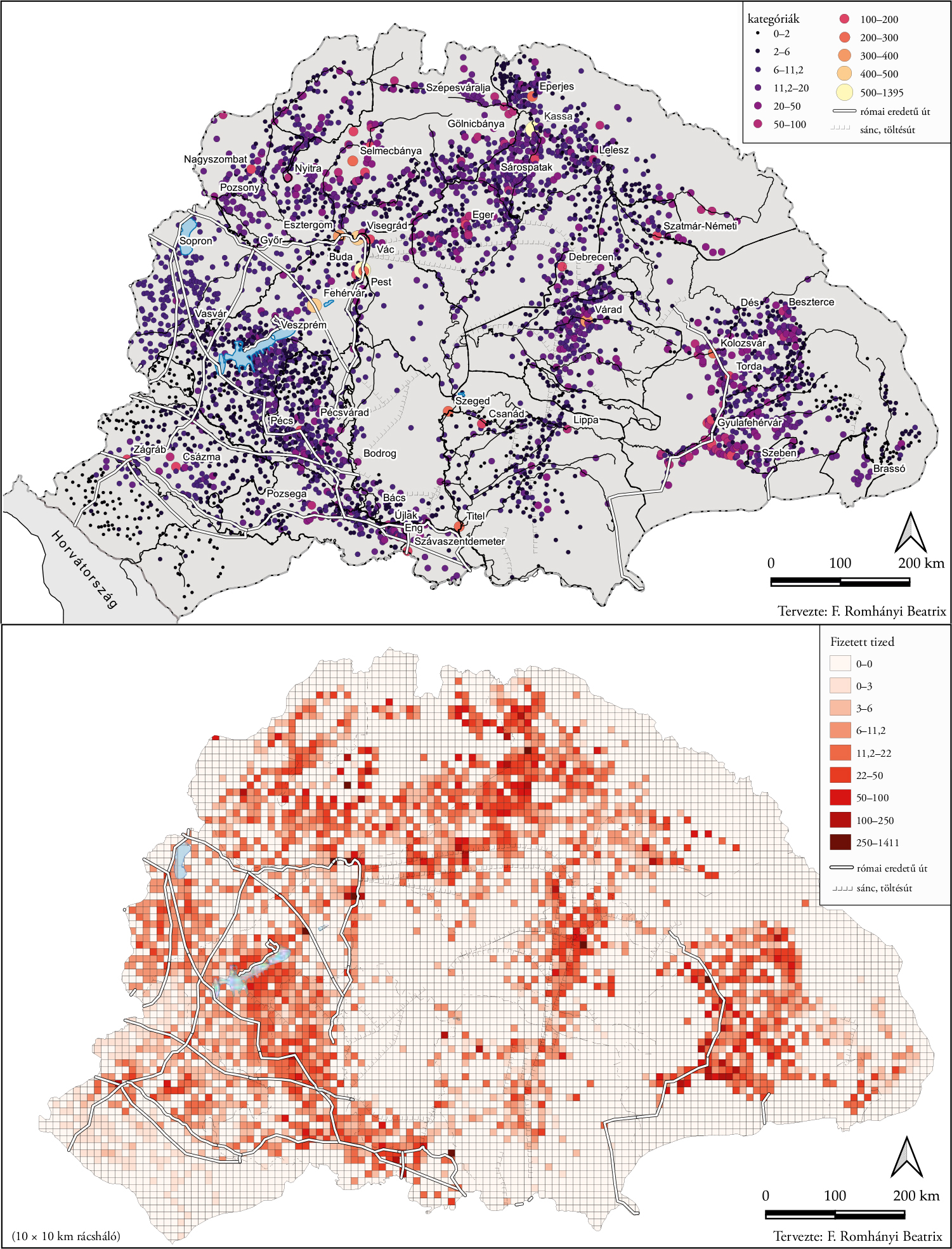
Az 1332–1337. évi pápai tizedjegyzék. Fizetett pápai tized településenként

A pápai tizedjegyzék a pápai adószedők által készített jegyzőkönyveket tartalmazza, melyek feltüntetik a helységet, a pap nevét és a pápai tizedként fizetett összegeket. 1332–1337 között készült, ez az első máig megmaradt olyan országos összeírás, amely a győri, a Diakóváron székelő boszniai és a Brassóban székelő kun püspökség kivételével Magyarország összes plébániáit felsorolja. E felsorolások közül a váradi egyházmegye a legteljesebb.
Az oklevelek helynevei alapján az említett falvak a 13. században már léteztek. Ezen oklevelek  egyháztörténeti, gazdasági, földrajzi szempontból is felbecsülhetetlen dokumentumok, melyekből megismerhetjük az egyes egyházmegyék esperességeit, plébániáit, plébánosainak nevét, és az általuk fizetett tizedet, melynek mennyiségéből következtetni lehet a plébános jövedelmének nagyságára és a plébánia népességére is. Az évszázadok során hazánkban elpusztult nagy oklevélmennyiség miatt számos helység neve e tizedjegyzékben szerepel először. E oklevelek források a települések nevének eredetére és a 14. század nemzetségi viszonyaira is, mivel azonban ezeket az okleveleket többnyire idegen adószedők állították össze, a magyar helyneveket hallás után, sokszor a fölismerhetetlenségig elferdítve jegyezték le.